# Hemirhagerrhis kelleri
Espèce
Synonymes
- Amplorhinus taeniatus Sternfeld, 1908

Hemirhagerrhis kelleri est une espèce de serpents de la famille des Lamprophiidae. 

## Répartition
Cette espèce se rencontre :
- en Éthiopie ;
- au Kenya ;
- en Somalie ;
- au Soudan ;
- au Soudan du Sud ;
- dans le nord de la Tanzanie.

## Description
L'holotype de Hemirhagerrhis kelleri mesure 350 mm dont 85 mm pour la queue.

## Étymologie
Cette espèce est nommée en l'honneur du naturaliste Conrad Keller (1848–1930).

## Publication originale
- Boettger, 1893 : Übersicht der von Prof. C. Keller anlässlich der Ruspolischen Expedition nach den Somaliländern gesammelten Reptilien und Batrachier. Zoologischer Anzeiger, vol. 16, n. 417, p. 119-132 (texte intégral).